# 3 493 (nombre)
3493 (trois mille quatre cent quatre-vingt-treize) est l'entier naturel impair qui suit 3492 et qui précède 3494.

## Informatique
RFC 3493 : Basic Socket Interface Extensions for IPv6